# 莫尔斯多夫-泰希沃尔夫拉姆斯多夫
莫尔斯多夫-泰希沃尔夫拉姆斯多夫（德語：Mohlsdorf-Teichwolframsdorf）是德国图林根州的市镇，隶属于格赖茨县。总面积为50.45平方千米，截至2023年12月31日总人口为4,529人。